# Jacques Muller (peintre belge)
Pour les articles homonymes, voir Muller et Jacques Muller.
Jacques Muller est un peintre et graveur belge né le 22 avril 1930 à Bruxelles et y décédé le 19 mai 1997. Son œuvre s'apparente à l'expressionnisme sans que l'on puisse lui donner une étiquette d'école en particulier. 

## Jeunesse
En 1939, alors qu'il est âgé de 9 ans, Jacques Muller gagne un prix en participant à un concours de dessin d'enfants organisé par le Petit Vingtième qui deviendra plus tard Le Journal de Tintin. Il reçoit son prix des mains d'Hergé qui l'encourage à persévérer. Sa famille étant d'origine allemande, Jacques Muller vivra la Deuxième Guerre mondiale avec une intensité particulière. Sa famille était antimilitariste et se sentait profondément belge. Après la guerre, son père Léon Müller, qui était architecte, laissa Jacques étudier la peinture, non sans avoir tenté de le convaincre de le suivre sur la voie de l'architecture. Il fréquentera d'abord l'Institut Saint-Luc et ensuite l'Académie royale des beaux-arts de Bruxelles. Il ressentira un besoin d'indépendance face au formalisme, surtout à l'académie. Souvent en solitaire, il puisera son inspiration dans la tradition des grands maîtres (parmi lesquels Rembrandt, Pierre Paul Rubens et Jean-Baptiste Greuze). En 1948 des amis aviateurs le poussent à suivre une formation de radiotélégraphiste.

## Débuts
En 1951 Jacques Muller est appelé sous les drapeaux et est affecté à Malines. Il vit mal son rôle de milicien. Porter l'uniforme est loin de lui. Il sera délivré de son obligation avant terme. Rendu à la vie civile, il sera marqué par la vision du film The Spirit Moves de la danseuse russo-américaine Mura Dehn (en). La manière humaine et troublante de ce film décrivant la vie d'un dancing de Harlem l'interpelle. Les images dont il s'imprègne vont affirmer son choix pour le figuratif. Le cinéma et le jazz resteront des sources d'inspiration pendant toute sa vie. Hergé lui propose de collaborer au Journal de Tintin, mais les premiers essais ne sont pas concluants. Pendant quelques années, il observe, essaye, explore différents horizons. Deux tentatives de réalisation de tableaux bibliques de très grande taille se soldent par des échecs. 
En 1956, il se remet à la gravure avec pour thèmes des scènes de banlieue prises directement sur le vif et des scènes bibliques. La même année, il entre dans le groupe des Jeunes figuratifs belges emmenés par Robert Hébrant. Expositions en Belgique, Hollande et à Paris. 
En 1958 son ami peintre Armand Van Huyck lui propose de partager son atelier. Il peint et grave des paysages des faubourgs de Bruxelles. Il voyage en Italie puis en Allemagne (1959) et fait un séjour dans sa famille en Angleterre (1960). Il reviendra de ce séjour séduit par Gainsborough et Turner. En 1961 il peint pour la première fois des portraits et des paysages de mémoire.
Cette première tranche de vie aura été émaillée d'événements dont quelques-uns pénibles, dont une maladie dont il se remettra avec peine (1952), le deuil de son père (1955) et un combat pour la survie jalonné par quelques échecs.

## Maturité
En 1962, Jacques Muller se marie avec Lutgarde Delbaere. Il expose à Paris avec Quentin Van Offel, Michel Smolders, Roger de Coninck, René Magritte et Paul Delvaux. Il grave 18 eaux-fortes sur le thème de la passion du Christ. Hergé avec qui il est resté en contact l'encourage. Il obtient une bourse du gouvernement autrichien pour un séjour à la très réputée Schule des Sehens (de) à Salzbourg, chez Oskar Kokoschka. 
Dans les années qui suivirent, il séjourne à Rotterdam où il grave et dessine le port. Il se met à fréquenter les cirques qu'il dessine et peint. Il participe à de nombreuses expositions. Le peintre Albert Dasnoy préface l'édition d'un recueil de 22 gravures sur le cirque. Sur un conseil de Roger Somville, il décroche un poste de professeur de dessin d'après modèle vivant à l'académie d'Etterbeek. Il devient papa de 3 enfants, Véronique (1963), Jean-François (1965) et Jean-Pierre (1967 - ce dernier deviendra lui-même artiste peintre).
En 1969 alors qu'il a désormais adopté le thème de la ville, il participe au Mouvement Réaliste et aux expositions qu'il organise. En 1971 Mirko Orlandini l'initie à la céramique. À Etterbeek, son directeur d'académie qui est aussi inspecteur de l'enseignement académique lui permet d'explorer avec ses élèves une approche nouvelle du dessin d'après modèle vivant réunissant plusieurs points de vue et rompant avec les traditions académiques.

## Séjours auxÉtats-Unis
1972 sera l'année d'un premier séjour à New York qui exerce son attirance irrésistible sur un Jacques Muller encore habité par l'Amérique des libérateurs, amateur de villes et de jazz. Il en ramènera une moisson de croquis, de gravures et de peintures qui traduisent tout son bonheur d'être là. De vivre intensément chaque minute de cette vie sur-animée qui, étrangement, lui semble si familière. Cette même année, il fonde le groupe Manus avec Gabriel Belgeonne, Mirko Orlandini, Michel Smolders et Gisèle Van Lange.
Les années qui vont suivre seront riches sur le plan de la création et de l'exploration de nouvelles techniques. Il s'initie à la sérigraphie et en publie un premier recueil Un jour à Ostende. Ensuite il utilisera cette technique pour réaliser 30 variations sur le thème de New-York. Un nouveau groupe Artes Bruxellae composé d'une trentaine d'artistes bruxellois, dont Jacques Muller, voit le jour.
En 1980, séjour aux États-Unis où il grave et peint à l'aquarelle à New-York, Chicago et Los Angeles. En 1983 il accède à la direction de l'académie d'Ixelles. En 1984, il séjourne à Arenys de Mar en Espagne où il grave avec des pairs espagnols et japonais. Il expose successivement à Badalone et Huesca. En 1987 il publie un hommage à Oskar Kokoschka à l'occasion d'Europalia Autriche. 
En 1988, il repart pour les États-Unis avec son épouse. Ils font escale à New-York, San Francisco et Chicago où il rend visite à son ami peintre Jan Beekman.

## Époque blanche
En 1989 il obtient le prix Constant Montald décerné par l'Académie royale des sciences, des lettres et des beaux-arts de Belgique. Sa manière s'épure encore. Le blanc ou même des zones de toile brute non peinte prennent place comme pour évoquer l'inachevé, l'infini devant lequel chaque être humain se trouve. Alors qu'il est âgé de 67 ans, Jacques Muller est emporté prématurément par la maladie (1997).
Il est inhumé au Cimetière de Bruxelles à Evere.